# Мягистэ, Юлиус
Юлиус Мягистэ (эст. Julius Mägiste, до 1922 года Julius Mälson, 19 декабря 1900, Паламусе, Йыгевамаа — 11 марта 1978, Лунд, Мальмёхус) — эстонский учёный-филолог.

## Биография
Родился в семье фермера.
Учился в Тарту, в гимназии Уго Треффнера (1913—1915) и Александровской гимназии (1915—1918).
С 1919 по 1923 год учился Тартуском университете философии, а затем финно-угорским языкам.
С 1923 по 1926 год был докторантом Тартуского университета. Получил докторскую степень в 1928 году за работу «oi-, ei- deminutiivid läänemeresoome keelis».
Преподавал с 1925 года, экстраординарный профессор с 1929 года. С 1932 по 1944 год — профессор Тартуского университета.
При организации в 1938 году Эстонской академии наук в число первых 12 академиком назначен не был, хотя считался не менее достойным кандидатом, чем Юлиус Марк.
Бежал в Германию в 1944 году, с 1945 года — в Швеции. В 1950—1967 годах в Лундском университете, доцент. По инициативе Юлиуса Мягисте в Лундском университете был создан семинар (институт) финно-угорских языков, который он возглавлял с 1954 по 1967 годы.
Составил рукопись «Estnisches etymologisches Wörterbuch» (более 4000 машинописных страниц) в 12-томном словаре этимологии.
Был также почётным членом Эстонского научного общества в Швеции.